# Call Me (singel Feminnem)
Call Me, znany też w bośniackiej wersji językowej jako Zovi – utwór bośniackiego girls bandu Feminnem napisany przez Andreja Babicia i promujący debiutancką płytę studyjną zespołu zatytułowaną Show z 2005 roku.
W styczniu 2005 roku bośniacka wersja językowa piosenki („Zovi”) została ogłoszona jedną z propozycji (wybranych spośród 87 zgłoszeń) dopuszczonych do stawki konkursowej krajowych eliminacji eurowizyjnych BH Eurosong 2005. Na początku marca odbyła się internetowa premiera piosenki. 6 marca została zaprezentowana przez Feminnem w finale selekcji i zajęła ostatecznie pierwsze miejsce po zdobyciu łącznie 20 punktów w głosowaniu jurorów i telewidzów ex aequo z utworem „Sometimes I Wish I Were a Child Again” Tinki Milinović. Zgodnie z regulaminem eliminacji, pierwszeństwo miały głosy jurorów, dzięki czemu propozycja Feminnem została wybrana na piosenkę reprezentującą Bośnię i Hercegowinę w 50. Konkursie Piosenki Eurowizji rozgrywanego w Kijowie.
Po finale selekcji zespół nagrał anglojęzyczną wersję singla – „Call Me”. 21 maja została zaprezentowana przez girls band w finale Konkursu Piosenki Eurowizji i zajął w nim ostatecznie czternaste miejsce z 79 punktami na koncie.
Pod koniec marca ukazał się oficjalny teledysk do utworu, którego reżyserem został Branko Vekić.
Oprócz anglo- i bośniackojęzycznej wersji singla, zespół nagrał piosenkę także w czterech innych językach: w języku hiszpańskim („Llama”), tureckim („Sevdim”), duńskim („Ring nu”) i niemieckim („Ruf mich”). Produkcją czterech wersji językowych singla zajął się Admir Djulancić.
Tekst piosenki „Call Me" odnosi się do Konkursu Piosenki Eurowizji świętującego swoje 50-lecie w 2005 roku.

## Lista utworów
CD maxi-single
1. „Zovi” (Bosnian Version) – 2:58
2. „Call Me” (English Version) – 2:58
3. „Llama” (Spanish Version by Djordje Stricek) – 2:58
4. „Ring nu” (Danish Version by Brian Wallstrom) – 2:58
5. „Ruf mich” (German Version by Marco Brey) – 2:58
6. „Sevdim” (Turkish Version by Tayfun Kesgin)– 2:58
7. „Call Me” (Karaoke Version) – 2:58
8. „Call Me” (Instrumental Version) – 2:58

- Teledysk do „Call Me”
- Fotogaleria